# Фарслі Селтік
ФК «Фарслі Селтік» (англ. Farsley Celtic Football Club) — англійський футбольний клуб з міста Фарслі, заснований у 1908 році. Виступає у Північній Прем'єр-лізі. Домашні матчі приймає на стадіоні «Тросл Нест», потужністю 4 000 глядачів.